# Dialekt molizańsko-chorwacki
Dialekt molizańsko-chorwacki – etnolekt z grupy zachodniej języków południowosłowiańskich, zwykle klasyfikowany jako odmiana języka chorwackiego, używany we włoskim regionie Molise, w prowincji Campobasso (Chorwaci molizańscy) oraz w australijskim regionie Perth i w Argentynie. Bywa zaliczana do gwar ikawskiego dialektu Istrii uznawanego za część narzecza sztokawskiego lub czakawskiego albo też do dialektu młodszego ikawskiego (sztokawskiego).
Gwara ta, z racji oderwania od macierzystego dialektu w pierwszej połowie XVI wieku wraz z osiedleniem się ludności słowiańskiej we Włoszech, cechuje się licznymi archaizmami w gramatyce i leksyce.

## Fonetyka
Gwara ta charakteryzuje się bardzo niekonsekwentnym miejscem akcentu i związanymi z tym licznymi dubletami akcentowymi. Dodatkowo pod wpływem języka włoskiego doszło do redukcji nieakcentowanych sylab, często połączonej z ich zanikiem, np. udovca~dovca, kolca < udovica, kolica .
System samogłoskowy składa się z pięciu elementów – /a/, /e/, /i/, /u/, /o/, podobnie jak w pozostałych gwarach ikawskich Istrii .
Gwara molizańskich Chorwatów wykazuje konsekwentny ikawizm (przejście jacia *ě we wszystkich pozycjach *i), np. divojka, gnjizdo, ist, orih, plis ‘pleśń’, riča, rika, ripa, sikira, sime, sinica, smih, snig, srida, stina, stinica, strila, svidok, vištica, vitar, vriča, vrime, zdila .
Ważnym archaizmem jest zachowanie głoski h (χ), która zanikła w większości dialektów sztokawskich, np. hlad, buha, grih . Na skutek licznych pożyczek włoskich powstał fonem ʒ (dz), obecny głównie w nich. Częste jest protetyczne j, jak np. justa, jutorak < usta, utorak .
Gwara ta cechuje się także szeregiem czakawizmów, jak:
- zachowaniem grupy čr-[4], np. čriva, čršnja, črv[5]
- śladami a < -’ę, np. zàjāt ‘pożyczyć’, òjāt ‘odebrać’ < psł. *zajęti, *ot-jęti[4], ale z drugiej strony jezik < psł. *językъ[5] ,
- rozwojem psł. *ď w j, jak np. preja, tuj < psł. *pręďa, *ťuďь[4],
- przejściem ra- > re-, np. krȅst, rêst, répac < psł. *krasti, *orsti, *vorbьcь[4],
- forma tȅpao ‘ciepły’ wobec typowego dla sztokawszczyzny tȍpao, tòpāl[4],
- niezwykła dla sztokawszczyzny wokalizacja słabych jerów, np. zȁli, mȁlin < psł. *zъlъjь, *mъlinъ[4].

Choć w ikawskim dialekcie Istrii i gwarach czakawskich wygłosowe -m przeszło w -n, to gwara molizańskich Chorwatów nie uległa tej zmianie, np. naslažem, sedam, osam .
Występuje typowe dla wielu południowosłowiańskich dialektów przejście ž > r, np. more ‘może’ .

## Gramatyka
W wyniku kontaktów z językiem włoskim w gwarze molizańskiej doszło do zaniku kategorii rodzaju nijakiego. Zanikła również kategoria rzeczowników żeńskich zakończonych na spółgłoskę (typu kost, stvar), które przeszły do rodzaju męskiego, np. kost, lub zostały rozszerzone o -a, np. stvara.
Z przypadków zanikły wołacz i miejscownik. Ich funkcję przejęły odpowiednio mianownik i biernik. Pozostałe przypadki, włącznie z narzędnikiem, nie uległy wpływowi włoskiej mowy.
Aoryst zanikł całkowicie . Zachował się natomiast imperfekt, co odróżnia gwarę molizańskich Chorwatów od pozostałych ikawskich gwar Istrii, a także od gwar młodszych ikawskich. Bez zmian zachowana jest kategoria aspektu , jednak przeszłość od czasowników niedokonanych wyrażana jest imperfektem, np. bihu ‘byli’, a od czasowników dokonanych czasem przeszłym złożonym, np. je izaša ‘wyszedł’.
Stopień wyższy uzyskuje się poprzez dodanie słowa veča ‘bardziej’.
W składni charakterystyczne jest podwajanie zaimków osobowych typu ńȅga su ga ùbili, które powstało pod wpływem włoskim.

## Słownictwo
Gwara molizańskich Chorwatów charakteryzuje się licznymi archaizmami słownikowymi typu ûzma ‘wielkanoc’, upíjat ‘krzyczeć’ < psł. *vъzьmъ, *vъpijati. Duża część leksyki jest wspólna z gwarami czakawskimi, np. grem ‘idę’, klobuk ‘kapelusz’, tovar ‘osioł’, tust ‘gruby’, muka ‘mąka’, postol ‘but’, iskat ‘szukać’ . Oprócz tego występują liczne zapożyczenia z języka włoskiego. Turcyzmy są bardzo nieliczne, jednym z niewielu jest žep ‘kieszeń’ .

## Przykład
Przykładowy tekst w gwarze molizańskiej z 1911 roku :
| gwara molizańska | literacki serbsko-chorwacki | przekład na polski |
| --- | --- | --- |
| Nu votu biš na-lisic oš na-kalandrel; su vrl grańe na-po. Lisic je rekla kalandrel: „Sad’ ti grańe, ka ja-ću-ga plivit.“ Sa je-rivala ka’ sa-plivaš; je rekla lisic: „Pliv’ ti sa’, ke ja-ću-ga poranat.“ Kalandral je-plivila grańe. Kada sa ranaše, je rekla lisic: „Sa’ ranaj ti, ke ja-ću-ga štoknit.“ Je-rivala za-ga-štoknit; je rekla lisic: „Sa’ štokni ga-ti, ke ja-ću-ga zabrat.“ Je rivala za zabrat; je rekla lisic: „Zabri-ga ti, ke ja-ću-ga razdilit.“ Je pola kalandrela za-ga-razdilit; lisic je-vrla kučak zdola meste. Sa je rekla lisic kalandrel: „Vam’ meste!“; kaladrela je-vazela meste, je jizaša kučak, je kumenca lajat, — kalandrela je ušl e lisic je-rekla: „Grańe men — slamu teb!“ | Jedanput bješe jedna lisica i jedna ševa; metnule su kukuruz napola. Lisica je rekla ševi: „Sadi ti kukuruz, jer ja ću ga plijeviti.“ Sad je došlo (vrijeme), kada se plijevljaše; rekla je lisica: „Plijevi ti sad, jer ja ću ga opkopati.“ Ševa je plijevila kukuruz. Kada se opkapaše, rekla je lisica: „Sada opkapaj ti, jer ja ću rezati.“ Došlo je (vrijeme) da se reže; rekla je lisica: „Sad ga reži ti, jer ja ću ga probrati.“ Došlo je (vrijeme) da se probere; rekla je lisica: „Proberi ga ti, jer ja ću ga razdijeliti.“ Pošla je ševa da ga dijeli; lisica je metnula kučka pod vagan. Sad je rekla lisica ševi: „Uzmi vagan!“; ševa je uzela vagan, izašao je kučak, počeo je lajati, — ševa je pobjegla, a lisica je rekla: „Kukuruz meni — slamu tebi!“ | Byli sobie raz lis i skowronek; podzielili kukurydzę na pół. Lis powiedział do skowronka: „Ty zasiejesz zboże, bo ja wypielę plewy“. Przyszedł czas na wypielenie plew; lis powiedział: „Ty teraz wypielisz, bo ja będę kopał wokół niej“. Skowronek wypielił plewy z kukurydzy. Gdy przyszedł czas na kopanie, lis powiedział: „Teraz ty kopiesz, bo ja będę żąć“. Nadszedł czas żniw; lis powiedział: „Teraz ty żnij, bo ja będę zbierał“. Nadszedł czas zbiorów; lis powiedział: „Ty zbieraj, bo ja to podzielę“. Skowronek poszedł dzielić; lis postawił pod wagą psa. Teraz lis powiedział do skowronka: „Weź wagę!“; skowronek wziął wagę, pies wyszedł, zaczął szczekać, – skowronek uciekł, ale lis powiedział: „Kukurydza dla mnie – słoma dla ciebie!“. |